# 구룡사

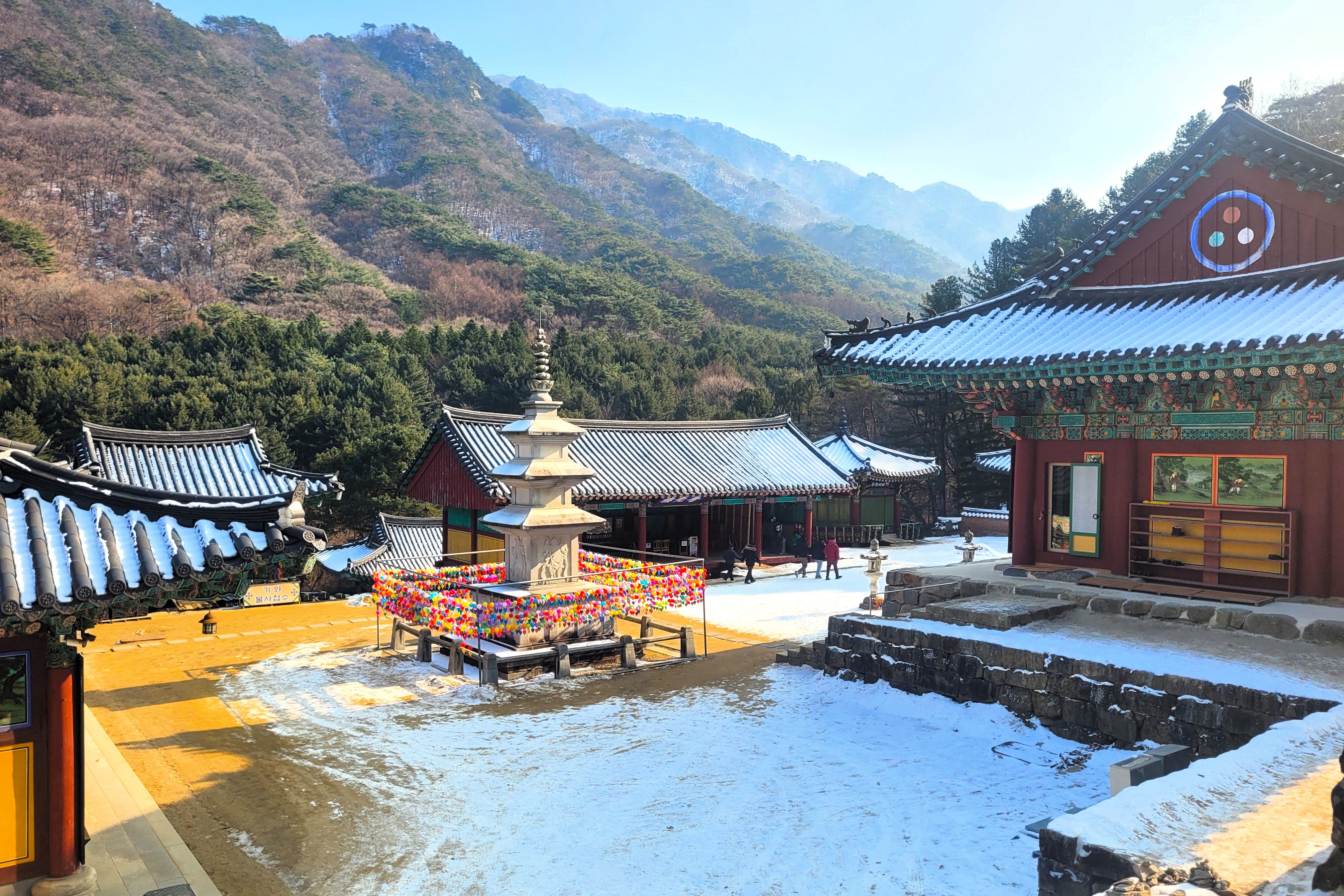
2023년 전경

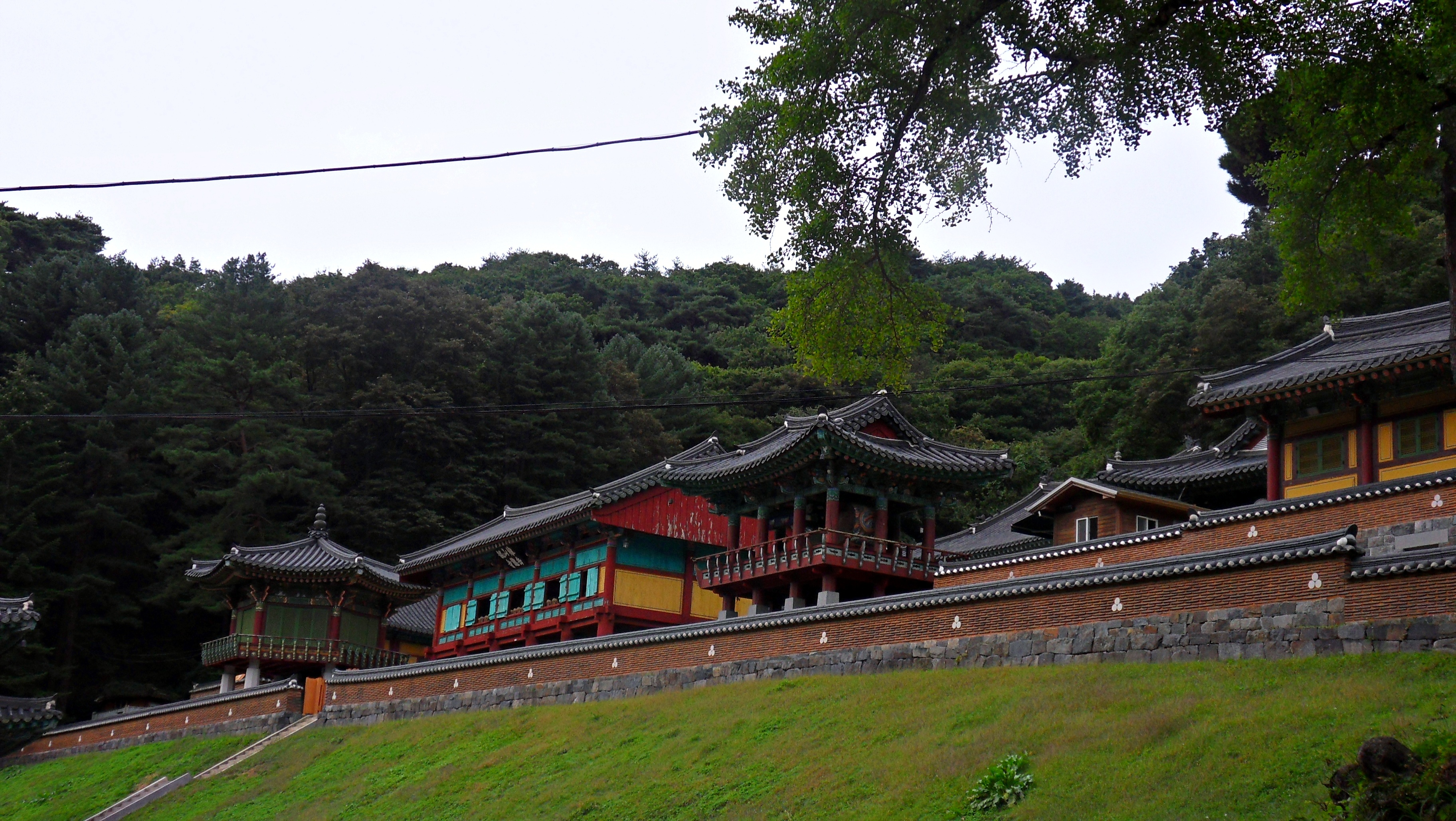
사천왕문 아래에서 바라본 모습

구룡사(龜龍寺)는 강원특별자치도 원주시 소초면 학곡리에 위치한 절로 치악산 기슭에 자리 잡고 있는 대한불교 조계종 제4교구 본사인 월정사(月精寺)의 말사이다.

## 역사
구룡사는 창건 이후 도선(道詵)·무학(無學)·휴정(休靜) 등의 고승들이 머물면서 영서지방 수찰(首刹)의 지위를 지켜왔다. 그러나 조선 중기 이후부터 사세가 기울어지자 어떤 노인이 나타나 이르기를 “절 입구의 거북바위 때문에 절의 기가 쇠약해졌으니 그 혈을 끊으라.”라고 하였다. 그리하여 거북바위 등에 구멍을 뚫어 혈을 끊었지만 계속 사세는 쇠퇴하였으므로, 거북바위의 혈을 다시 잇는다는 뜻에서 절 이름을 구룡사로 불러 그대로 오늘에 이르고 있다.
조선에서는 1706년(숙종 32) 중수되었다. 근래에서는 1966년 종영(宗泳)이 보광루를 해체 복원하였으며, 1968년에는 심검당과 요사를, 1971년에는 삼성각을, 1975년에는 대웅전을 보수 단청하였다.

### 절이름 유래
668년(문무왕 8) 의상(義湘)이 창건하였으며, 창건에 얽힌 설화가 전하고 있다. 원래 지금의 절터 일대는 깊은 소(沼)로서, 거기에는 아홉 마리의 용이 살고 있었다. 의상이 절을 지으려 하자, 용들은 이를 막기 위해서 뇌성벽력과 함께 비를 내려 산을 물로 채웠다. 이에 의상이 부적(符籍) 한 장을 그려 연못에 넣자 갑자기 연못 물이 말라버리고, 그 중 용 한 마리는 눈이 멀었으며, 나머지 여덟 마리는 구룡사 앞산을 여덟 조각으로 갈라놓고 도망쳤다. 의상은 절을 창건한 뒤 이러한 연유를 기념하기 위해서 절 이름을 구룡사(九龍寺)라 하였다고 전한다.

신라의 고승 의상(義湘)이 668년(문무왕 8년)에 세웠다고 전해지며, 창건 당시 이름은 구룡사(九龍寺)였던 것을 조선 중기 이후부터 '아홉 구(九)'자를 '거북 구(龜)'자로 고쳐 써 오늘에 이른다고 한다. 신라말·고려초 도선국사의 비보사찰중의 하나로 수많은 고승의 발자취가 남아있다.

## 문화재
신라 문무왕 8년(668) 의상대사가 아홉 마리의 용이 살고 있는 연못을 메우고 사찰을 창건하여 '구룡사'(九龍寺)라 하였으나 조선 중엽에 거북바위와 얽힌 연유로 하여 '구룡사'(龜龍寺)로 개칭하였다고 하고 숙종 32년(1706)에 중건되었다고 전하는 구룡사에는 강원도 유형문화재 제24호로 지정된 대웅전을 비롯하여 보광루(普光樓)·삼성각(三聖閣)·심검당(尋劍堂)·설선당(說禪堂)·적묵당(寂默堂)·천왕문(天王門)·종루(鍾樓)·일주문(一柱門)·국사단(局司壇) 등이 있다.
이 중 동향한 대웅전은 조선 초기 개축된 건물로서, 여러 차례 중수하여 예스런 무게가 다소 감소되었으나, 내부의 닫집은 당시의 조각술을 그대로 보존하고 있는 귀한 것이며, 못 하나 쓰지 않고 지은 건물이기 때문에 비록 낡았지만 손을 대지 못하고 있다. 보광루는 정면 5칸, 측면 2칸의 이층 누각이며, 이층 마루에 깔린 멍석은 우리나라에서 제일 큰 것이라고 전한다.
대웅전은 전면으로 보아 기둥 위에 공포(주심포)를 두고 주심포 사이에도 공간포를 2조씩 배치한 다포계양식이며 팔작지붕으로 되었다. 공포의 외부 제공은 앙서형이 중첩되었고 앙서 윗몸에는 각각 연꽃을 조각하여 화려하게 장식하였으며, 내부 제공은 하나로 연결하여 당초무늬를 초각하였다. 특히 불상 위에 있는 닫집은 중층으로 되어 특이하다.
천장의 중앙부는 우물천장을, 둘레에는 빗천장을 가설하되 연꽃과 봉황, 구름무늬, 비천상 등을 채화하여 금단청과 함께 매우 화려하고 장엄하다. 이 불전은 공포 내·외부의 장식적인 조각솜씨 및 구조수법 등으로 보아 1900년대 초에 건립된 것으로 추정되며 1976년 보수 단청하였다.
현재 입구에는 조선시대에 세운 황장금표(黃膓禁標)가 있는데, 이것은 치악산 일대의 송림에 대한 무단벌채를 금하는 방으로, 전국에서 유일하게 남아 있는 표지로서 역사적 가치가 있다.
- 구룡사 대웅전 - 강원도유형문화재 24호로 지정되었으나, 2003년 9월 30일 화재로 전소되어 2004년 1월 17일 지정해제되었다. 구룡사 대웅전은 강원도 유형문화재 제24호로 보존돼 오던 중 2003년 9월 화재로 전소됐으나 강원도가 2004년 11월 5일 건축물 세부 사항에 대해 미리 제작해 놓은 실측보고서를 토대로 전통 불교양식에 맞게 원형으로 복원이 되었다.
- 원주 구룡사 보광루 - 강원도 시도유형문화재 제145호이다.

## 같이 보기
- 치악산
- 구룡사 대웅전

## 참고 자료
- 「대한민국 웬만한 곳 다 있다」, 치악산 구룡사, 윤현경 저, 삼성출판사(2012년, 44~45p)
- 「소나무」강릉·강원(구룡사), 김현우 저, 이담북스(2010년, 85~87p)